# Spastonyx macswaini
Spastonyx macswaini är en skalbaggsart som först beskrevs av Nils Sten Edvard Selander 1954.  Spastonyx macswaini ingår i släktet Spastonyx och familjen oljebaggar. Inga underarter finns listade i Catalogue of Life.